# Almon Strowger

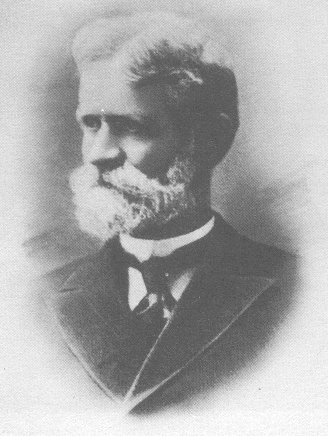
Almon Strowger

Almon Brown Strowger (Penfield (New York), 11 februari 1839 – St. Petersburg (Florida), 26 mei 1902) was een Amerikaans begrafenisondernemer, maar hij werd voornamelijk bekend als de uitvinder van de elektromechanische telefooncentrale.

## Biografie
Over zijn jeugdjaren is weinig bekend. Wel was hij kortstondig onderwijzer in Penfield en diende hij in het 8th New York Volunteer Cavelty tijdens de Amerikaanse Burgeroorlog. Aangenomen wordt dat hij vocht in de Tweede Slag bij Bull Run, nabij Manassas. Na de oorlog was hij onderwijzer voordat hij begrafenisondernemer werd in Kansas City.
Zijn uitvinding van de automatische telefooncentrale, gebaseerd op zijn hefdraaikiezer, dateert uit 1889. Hij merkte dat hij veel klanten verloor aan een concurrerende doodgraver en verdacht de telefoniste in de centrale ervan dat ze haar positie misbruikte omdat ze getrouwd was met zijn concurrent. Op 10 maart 1891 verkreeg hij octrooi op zijn Automatic Telephone Exchange.
Hoewel hij met het idee kwam stond hij niet alleen in zijn streven. Hij kreeg assistentie van zijn neef William en anderen met elektrotechnische kennis dan wel geld om zijn plannen te realiseren. Met deze hulp werd de Strowger Automatic Telephone Exchange Company opgericht. Op 3 november 1892 installeerde het bedrijf de eerste commerciële telefooncentrale in (Strowgers toenmalige woonplaats) LaPorte (Indiana), waarop rond de 75 abonnees waren aangesloten.
In 1896 verkocht hij zijn patentrechten voor $1800 en in 1898 zijn aandelen in het bedrijf voor $10.000. Later zouden zijn patenten in 1916 doorverkocht worden voor 2,5 miljoen dollar. Zelf trok Strowger zich terug uit de techniek en begon een begrafenisonderneming in St. Petersburg. Hij overleed op 62-jarige leeftijd aan de gevolgen van bloedarmoede.